# Ronnie Atkins
Ronnie Atkins (Vejle, 16 de noviembre de 1964) es un cantante danés, reconocido principalmente por ser uno de los músicos fundadores de la agrupación de heavy metal Pretty Maids.

## Biografía
Atkins nació en la ciudad danesa de Vejle en 1964 con el nombre de Paul Christensen. En 1981 fundó la agrupación Pretty Maids con su amigo Kenneth Hansen, pensada inicialmente como una banda de covers. Con el paso del tiempo empezaron a escribir su propia música, consiguiendo su primer contrato discográfico en 1984. Su primer álbum de estudio, Red, Hot and Heavy fue publicado ese mismo año y gozó de popularidad en Europa y especialmente en Japón. Hasta la fecha, la agrupación ha publicado trece álbumes de estudio en sus más de treinta años de trayectoria.
El 10 de enero de 2013, Tobias Sammet anunció que Atkins aparecería como artista invitado en el sexto álbum de estudio de su banda Avantasia, titulado The Mystery of Time, donde Atkins interpretó junto a Sammet la canción "Invoke the Machine". El 28 de febrero del mismo año se anunció que el músico danés saldría de gira con Avantasia. The Mystery of Time World Tour visitó países como Alemania, Inglaterra, Japón, Suiza, Brasil, Argentina y Costa Rica, además de participar en eventos de gran envergadura como el Wacken Open Air. Aunque debió perderse algunas fechas de la gira por compromisos previos con Pretty Maids, Atkins continuó participando como cantante invitado en las siguientes producciones discográficas de la banda y en sus respectivas giras.

### Problemas de salud
En octubre de 2019 el músico anunció que estaba padeciendo cáncer de pulmón, por lo que debió someterse a una cirugía y a una serie de tratamientos para controlar la enfermedad. En febrero de 2020 Atkins anunció que, tras realizársele algunos estudios, el cáncer se encontraba remitiendo satisfactoriamente. Sin embargo, en octubre del mismo año, el músico manifestó que la enfermedad había regresado y que se encontraba en la fase cuatro.

## Discografía

### Con Pretty Maids
- 1984: Red, Hot and Heavy
- 1987: Future World
- 1990: Jump the Gun/Lethal Heroes
- 1992: Sin-Decade
- 1993: Stripped
- 1994: Scream
- 1997: Spooked
- 1999: Anything Worth Doing Is Worth Overdoing
- 2000: Carpe Diem
- 2002: Planet Panic
- 2006: Wake up to the Real World
- 2010: Pandemonium
- 2013: Motherland
- 2014: Louder Than Ever
- 2016: Kingmaker

### Con Avantasia
- 2013: The Mystery Of Time
- 2015: Ghostlights
- 2019: Moonglow
- 2022: A Paranormal Evening with the Moonflower Society